# Tiên Lữ (xã), Hưng Yên
Tiên Lữ là một xã thuộc tỉnh Hưng Yên, Việt Nam.

## Địa lý
Xã Tiên Lữ nằm ở phía tây bắc của tỉnh Hưng Yên, có vị trí địa lý:
- Phía đông giáp xã Tiên Hoa.
- Phía tây giáp xã Tân Hưng.
- Phía nam giáp xã Ngự Thiên và xã Long Hưng.
- Phía bắc giáp xã Hoàng Hoa Thám.

## Lịch sử
Ngày 16 tháng 6 năm 2025, Ủy ban Thường vụ Quốc hội ban hành Nghị quyết số 1666/NQ-UBTVQH15 về việc sắp xếp các đơn vị hành chính cấp xã của tỉnh Hưng Yên năm 2025. Theo đó, sắp xếp toàn bộ diện tích tự nhiên, quy mô dân số của các xã Thiện Phiến, Hải Thắng và Thụy Lôi thành xã mới có tên gọi là xã Tiên Lữ.